# Toucy (Yonne)
Toucy ist eine französische Gemeinde im Département Yonne in der Region Bourgogne-Franche-Comté; sie gehört zum Arrondissement  Auxerre und zum Kanton Cœur de Puisaye. Die umgebende Landschaft ist unter dem Namen Puisaye bekannt.

## Geografie
Der Ort liegt 25 Kilometer südwestlich von Auxerre, am Ufer des Flusses Ouanne.

## Geschichte
In gallorömischer Zeit hieß der Ort Toutiacus. Aufgrund seiner Grenzlage war Toucy lange zwischen dem König und dem Herzogtum Burgund umstritten. Daher wurde die Kirche befestigt und erinnert mehr an eine Burg als an ein Gotteshaus.

## Bevölkerungsentwicklung
| 1962 | 1968 | 1975 | 1982 | 1990 | 1999 | 2006 |
| ---- | ---- | ---- | ---- | ---- | ---- | ---- |
| 2417 | 2505 | 2584 | 2665 | 2590 | 2602 | 2669 |

## Gemeindepartnerschaften
Toucy pflegt seit 1973 mit Kusel in Rheinland-Pfalz eine Gemeindepartnerschaft.

## Persönlichkeiten
- Gilo von Paris (vor 1100–nach dem 1. März 1139), mittelalterlicher Dichter und Kardinalbischof von Tusculum
- Pierre Grosnet (15. Jahrhundert–1540), humanistischer Schriftsteller
- Pierre Larousse (1817–1875), Lexikograf, Enzyklopädist, Grammatiker und Verleger
- Jochen Hartloff (* 1954), deutscher Politiker und Ehrenbürger von Toucy